# 황보령=SmackSoft
황보령=SmackSoft는 2000년에 황보령이 결성한 음악 그룹이다.

## 구성원
- 황보령 (보컬, 기타)
- 양승현(기타)
- 신지용 (베이스)
- 송하람 (키보드)
- DeAnthony Nelson Jr. (드럼)

## 음반

### 정규
1. 황보령=SmackSoft 6집 Urbane Sanity (2016년 10월)
2. 황보령=SmackSoft 5집 Follow your Heart (2012년 11월)
3. 황보령=SmackSoft 4집 Mana Wind (2010년 12월)
4. 황보령=SmackSoft 3집 Shines in the Dark (Collective Edition) (2009년 12월)
5. 황보령=SmackSoft 3집 Shines in the Dark (2009년 4월)
6. 황보령 2집 태양륜 (2001년 10월)
7. 황보령 1집 귀가 세 개 달린 곤양이 (1998년 7월)

### EP
1. Go!_Urbane Sanity (2016년 10월)
2. Are You Ready?_Urbane Sanity (2016년 9월)
3. 황보령=Smacksoft 오프더 레코드 길에서 음악을 만나다 (2013년 4월)
4. 황보령=Smacksoft 2.5집 (2008년 12월)

### 컴필레이션/O.S.T
1. <이야기해주세요> 컴필레이션 앨범 참여 (2012년)
2. 류승완 감독 <피도 눈물도 없이> O.S.T 참여 (2002년)
3. 김재수 감독 <클럽 버터플라이> O.S.T. 참여 (2001년)
4. 박철수 감독 <봉자> O.S.T 참여 (2000년)
5. <도시락특공대> 컴필레이션 앨범 참여 (1997년)